# Pueraria tuberosa
Pueraria tuberosa är en ärtväxtart som först beskrevs av Carl Ludwig von Willdenow, och fick sitt nu gällande namn av Dc. Pueraria tuberosa ingår i släktet Pueraria och familjen ärtväxter. Inga underarter finns listade i Catalogue of Life.